# Trilogía del contacto extraterrestre
La Trilogía del contacto extraterrestre (en el original en inglés Alien Contact Trilogy) es una serie de ensayos sobre ufología escritos entre 1988 y 1991 por el astrofísico, ufólogo y experto en informática francés Jacques Vallée.
Concluyendo finalmente que la hipótesis extraterrestre era demasiada estrecha para abarcar los datos ovni, condujo su propia y extensa investigación global dando por resultado su trilogía del contacto extraterrestre.
La trilogía está compuesta por las siguientes obras:
1. Dimensiones (1988)
2. Confrontaciones (1990)
3. Revelaciones (1992)